# The Unusuals
The Unusuals est une série télévisée américaine en dix épisodes de 42 minutes, créée par Noah Hawley et diffusée entre le 8 avril 2009 et le 17 juin 2009 sur ABC.
Cette série est inédite dans les pays francophones.

## Synopsis
L'inspecteur Casey Shraeger, qui vient d'intégrer l'unité des affaires criminelles de la police de New York, découvre que ses collègues ont tous des secrets, tout comme elle...

## Distribution
- Amber Tamblyn : Casey Shraeger
- Monique Curnen : Allison Beaumont
- Adam Goldberg : Eric Delahoy
- Harold Perrineau : Leo Banks
- Jeremy Renner : Jason Walsh
- Terry Kinney : Harvey Brown
- Kai Lennox : Ed Alvarez
- Joshua Close : Henry Cole

## Épisodes
1. Titre français inconnu (Pilot)
2. Titre français inconnu (Boorland Day)
3. Titre français inconnu (One Man Band)
4. Titre français inconnu (Crime Slut)
5. Titre français inconnu (42)
6. Titre français inconnu (The Circle Line)
7. Titre français inconnu (The Tape Delay)
8. Titre français inconnu (The Dentist and the tooth)
9. Titre français inconnu (The Apology Line)
10. Titre français inconnu (E.I.D.')